# Dana Olmert
Dana Olmert (en hebreo: דנה אולמרט‎; 26 de diciembre de 1972) es un activista de la izquierda israelí, teórica literaria y editora. Es hija del ex primer ministro de Israel, Ehud Olmert.

## Trayectoria
Olmert se doctoró en literatura por la Universidad Hebrea de Jerusalén sobre "The Growth of Hebrew Poetry by Women During the Twenties: Psychoanalytical and Feminist Perspectives." (El crecimiento de la poesía hebrea de las mujeres durante los años veinte: perspectivas psicoanalíticas y feministas). Es profesora de literatura en la Universidad de Tel Aviv y últimamente imparte talleres de escritura creativa. Es editora de una serie de poesía y ha sido invitada a varios jurados de premios literarios.
Fue voluntaria para Machsom Watch. En junio de 2006, asistió a una marcha en Tel Aviv en protesta por la supuesta complicidad israelí en la explosión de la playa de Gaza, lo que la convirtió en objeto de críticas por parte de personalidades de derecha.
Olmert se identifica como lesbiana y defiende el desfile del Orgullo LGBT+ en Israel. Vive con su pareja mujer, Dafna Ben-Zvi, en Tel Aviv. La pareja tiene una hija concebida por Ben-Zvi.